# Bernhard Schnackenburg

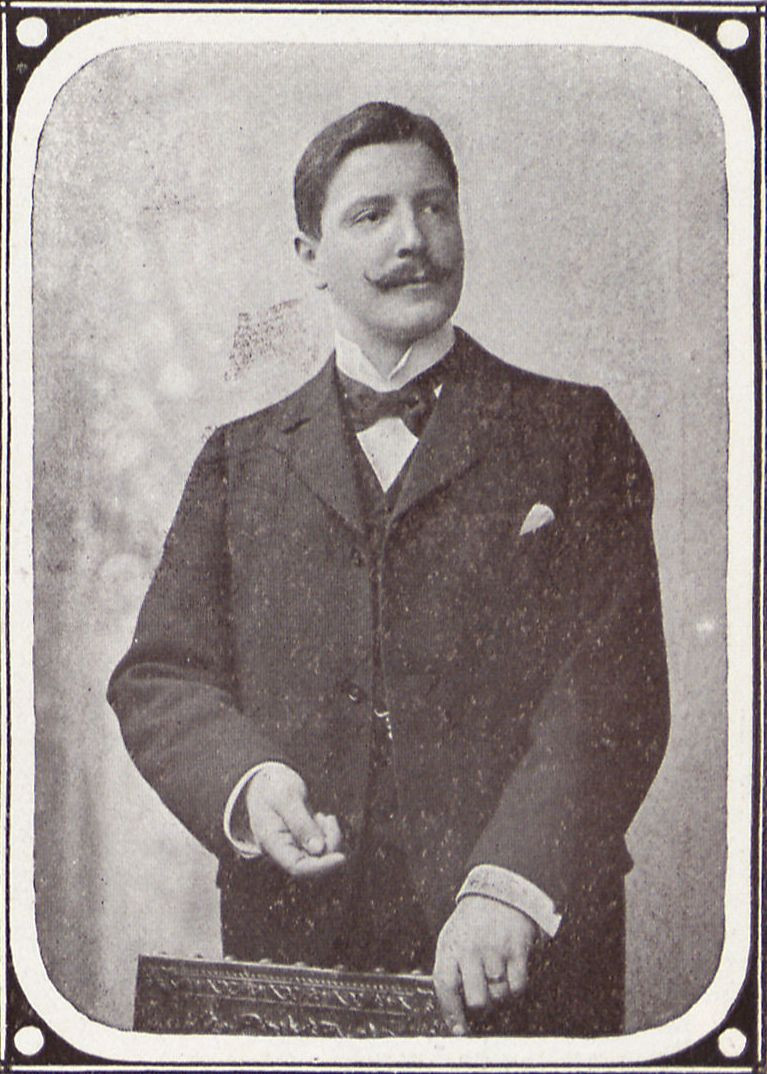
Bernhard Schnackenburg,
Bürgermeister von Friedenau, 1906

Bernhard Schnackenburg (* 5. Juli 1867 in Schwetz (polnisch: Świecie nad Osą); † 27. Januar 1924 in Altona) war ein deutscher Politiker. Er war von 1909 bis zu seinem Tod Oberbürgermeister der preußischen Stadt Altona.

## Leben
Der Sohn eines Mühlengutsbesitzers studierte  Rechtswissenschaft. Nach dem Examina und der Referendarausbildung schlug er eine kommunale Verwaltungslaufbahn im Königreich Preußen ein. Er wurde Stadtrat in Posen, danach in Halle (Saale) und anschließend zum Gemeindevorsteher bzw. Bürgermeister von Friedenau (seinerzeit eine Landgemeinde bei Berlin) gewählt.
Am 16. Juni 1909 wurde er zum Oberbürgermeister von Altona gewählt. Er vertrat die Stadt auch im Provinziallandtag Schleswig-Holstein und im Preußischen Herrenhaus. Bereits 1910 legte er in einer Denkschrift an das Preußische Staatsministerium die Notwendigkeit dar, dieser dicht besiedelten und eng bebauten Industriestadt mit ihrem hohen Arbeiteranteil notwendige Erweiterungsflächen zu verschaffen. Ab 1911 verhandelte er mit den Nachbargemeinden  Eidelstedt,  Stellingen,  Langenfelde und Lokstedt über deren Eingemeindung nach Altona; der Ausbruch des Ersten Weltkriegs unterbrach diese Pläne vorübergehend. Schnackenburg stand insoweit in der Tradition seiner Vorgänger (insbesondere von Franz Adickes), erlebte aber den Erfolg dieser Bemühungen mit dem Groß-Altona-Gesetz von 1927 nicht mehr.
Von Mai bis August 1919 übte der Verwaltungsfachmann Schnackenburg zusätzlich das Amt des Oberpräsidenten seiner heimatlichen Provinz Westpreußen aus. Dort stand er Adolf Tortilowicz von Batocki-Friebe im Oststaat-Plan zur Seite.
Schnackenburg  verkörperte im  Kaiserreich wie auch in der Weimarer Republik den Typus des unpolitischen preußischen Beamten, der mit der  sozialdemokratischen Fraktion im Altonaer Stadtverordnetenkollegium und den von der SPD gestellten Magistratsmitgliedern wiederholt heftig aneinandergeriet.

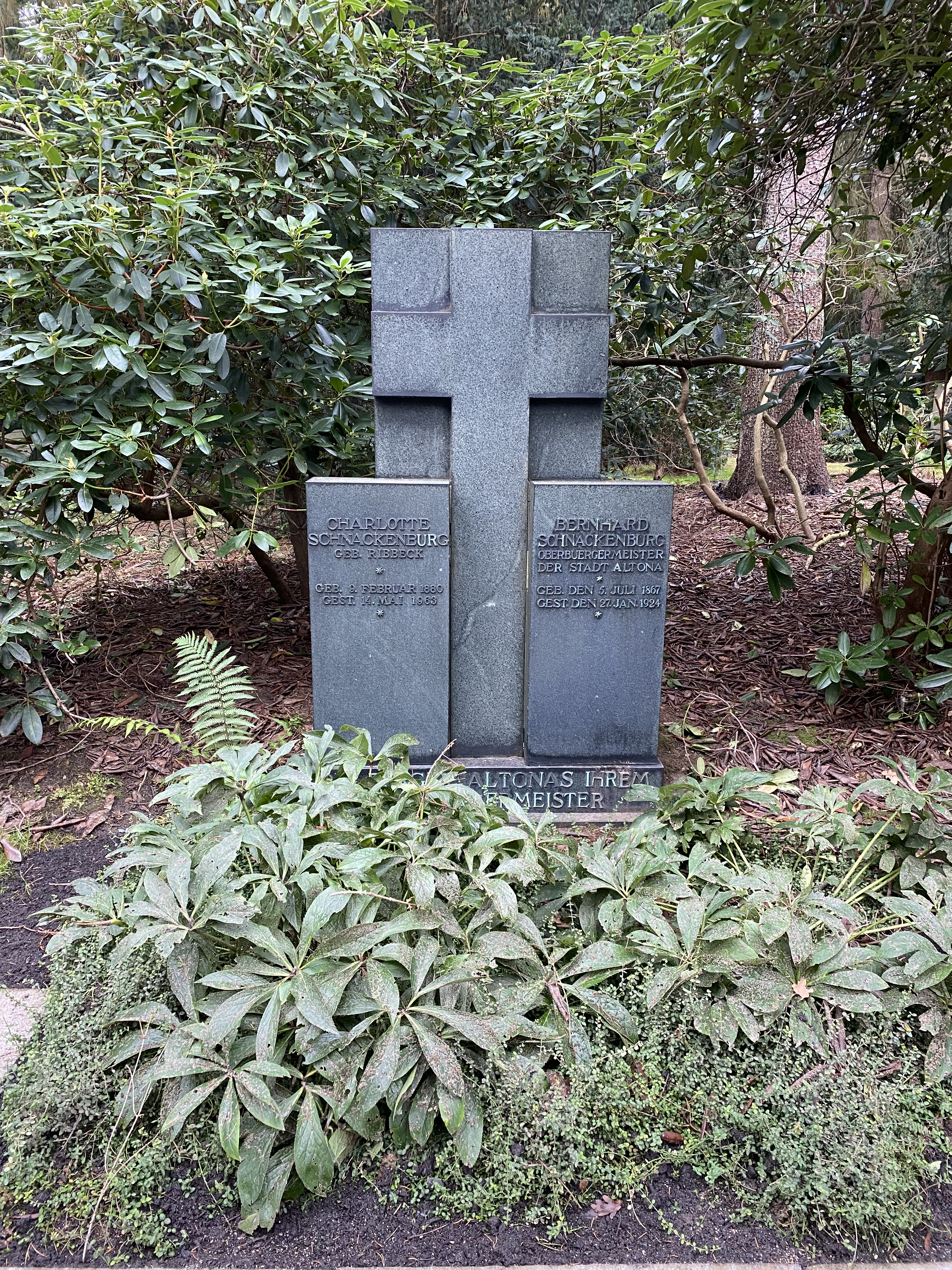
Grabstätte auf dem Friedhof Altona

Andererseits stellte er sich der Bedrohung des Altonaer Rathauses durch lokale Sympathisanten des Kapp-Putsches entgegen und arbeitete vor allem intensiv an der Verbesserung der Wohn- und Lebensverhältnisse im „Roten Altona“. Trotz der chaotischen Nachkriegsjahre, der Deutschen Inflation und der besonders knappen Stadtfinanzen schuf der Magistrat unter Schnackenburg eine beachtliche Anzahl von Einrichtungen der Sozial- und Gesundheitsfürsorge, so auch den Altonaer Volkspark als vorbildliches Erholungsgebiet.
Neben seiner Funktion an der Spitze der Stadtverwaltung war er von 1919 bis 1921 für die Deutsche Demokratische Partei (DDP) Mitglied der Verfassunggebenden Preußischen Landesversammlung.
Unter dem Pseudonym Bernhard Burg veröffentlichte er bis zuletzt auch Gedichte. Im Alter von 56 Jahren starb er an Typhus. In den Hamburger Stadtteilen Bahrenfeld und Eidelstedt erinnert seit 1928 die Schnackenburgallee und in Berlin-Friedenau die Schnackenburgstraße an ihn. Seine letzte Ruhestätte fand Bernhard Schnackenburg auf dem Friedhof Altona. 